# 嚴禁水沙連社丁首索詐碑記
嚴禁水沙連社丁首索詐碑記，為台灣南投縣集集廣盛宮前右側石獅座前之古石碑，碑記於清光緒元年（1875年）六月，左側石獅座前則為「長濟義橋碑」古石碑，兩者皆於921大地震中毀損，現置於集集廣盛宮倉庫中。

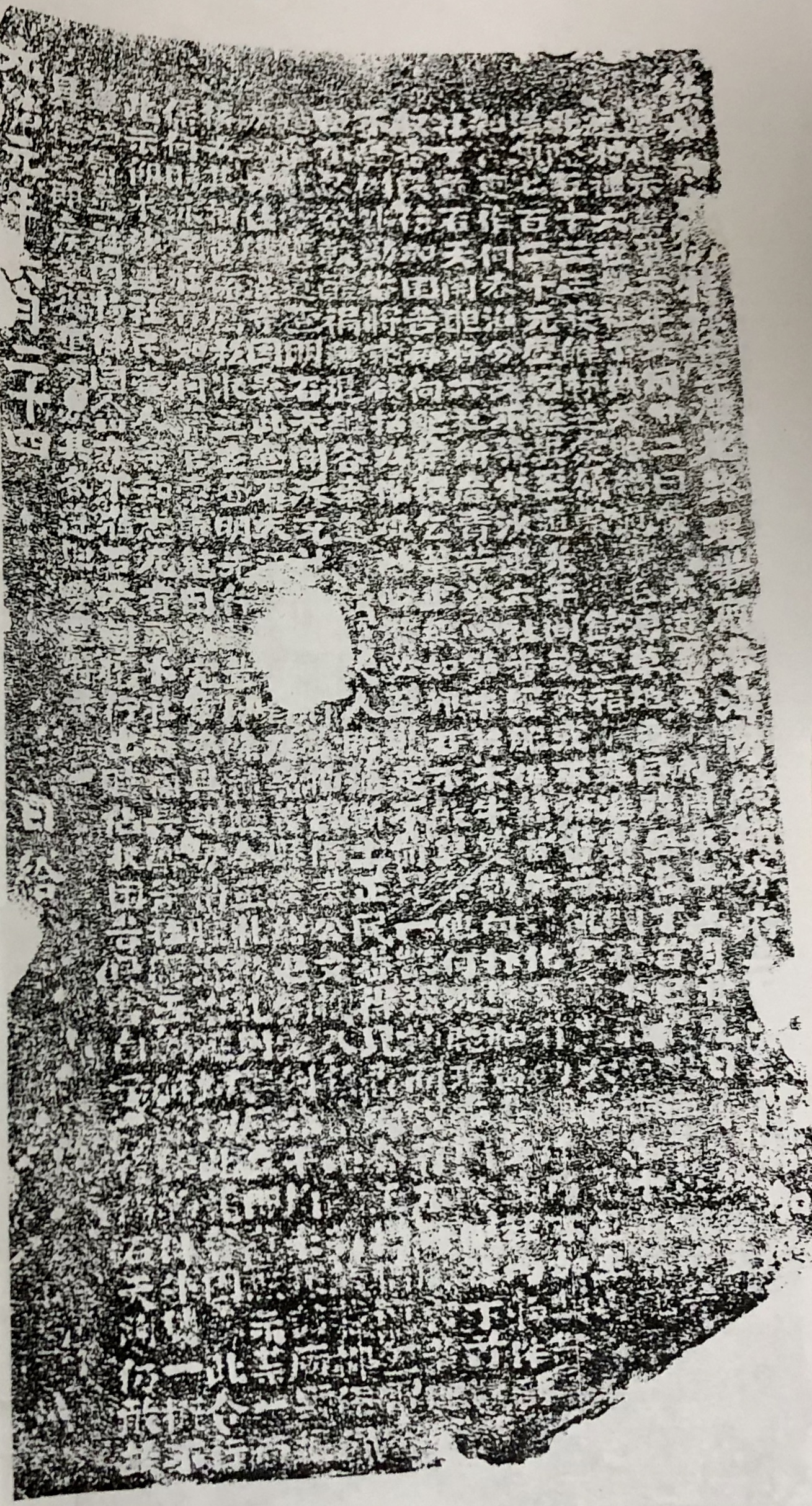
嚴禁水沙連社丁首索詐碑記之拓印

## 沿革
清末因有水沙連社丁首石天開，擅將水沙連六社所產的青苧、茶葉、筍干、木材、牛隻向番眾抽佣勒索，並將社內物件、田園佔為己有，中飽私囊，官府明令禁止石天開再藉機勒索外，並由臺灣府北路理番鹿港海防捕盜同知石鳴韶給立告示，勒碑告示番眾，如類似勒索事端再次發生，可立即控官，嚴予查辦。此碑為清末實施「開山撫番」政策的歷史見證。
原石碑高118公分、寬57公分、厚13公分，現碑已碎裂成6、7片且字跡風化斑駁難以辨識。

## 全碑文
欽加知府銜特授臺灣北路理番鹿港海防總捕分府、加□ 級、隨帶加六級、紀錄八次石，為遵札示禁事。 本年六月廿二日，蒙本道憲 夏札開：「本年五月廿九日，奉欽差大臣沈□□：彰屬水沙連水裡六社總社丁黃天肥、總通事毛□、莫地主目改旦、屯丁首已農觀、莊□黃□仲等稟稱：『緣水社化番□乾隆五十三年獲解林逆家屬，蒙欽憲福奉准，賞給頭社、水社屯番九十名，各配屯餉，就嘉義縣給□洋銀七百二十元，歷領無異。至道光年間，或發或不發，番苦飢寒。咸豐六年，蒙邑主再發給三季以□，□知書吏作何如漁，分文不發。水沙連六社番經肥保結，首先歸化，實有功朝廷，乃亦加獎，給發屯餉。□水沙連社丁首石天開，膽將六社所產青薴、茶心、筍乾、材木、牛隻，難向打□，抽費甚多；番社內物仔、園畬，擅行出□佔收。番民倍加困苦，每向肥等□乞禁止；無如卵石不敵，莫奈他何！況鹿理番廳□□社丁首□，遂敢□□□□不息，例外勒番；將來欲招歸化，觀此心驚，必至裏足不前。是一□強抽，而□□不□□。若肥等□□□□□視不忍，欲較釀禍，進退維谷。幸逢欽憲大人臨蒞斯土，正民番得見青天，□工□□□乞□□□□□□甦，奉批臺灣道查明石天開派充社首，是□□抽費，係奉公文□入□□□□□□ □裁□，係侵□□□□理，毋任朦混』等因。奉此，查石天開派充社首及嘉義縣發給屯嚮，定例若干，均未□該廳縣報明□□□核辦。其抽費係屬私收，亟應查明，先行禁革，以除積弊。合亟札飭，札到該廳，立即遵照示禁。一面□□□□，係何時派充社首，如何藉官索詐？尅日澈究，革辦具報，毋稍朦混□延。切切！此札」等因。 奉此，合行出示嚴禁。為此，示仰水沙連社民番人等知悉：凡有頭水社、貓囒、沈樂等社□□□□□□物件、牛隻，一概不准石天開□單抽費；並社內物件、園畬，亦不准石天開擅行出□佔收，困苦民番。自示之後，倘石天開仍敢故犯，爾等立即具控，定即嚴拏，從重究辦。其各遵照，毋違！特示。 光緒元年六月二十四日給。

## 外部連結
- 集集現勘古石碑 將修復做歷史見證（页面存档备份，存于）
- 台灣記憶-國家圖書館[]
- 典藏文物查詢系統[]